# Château de Livers
 (juin 2019).
Le château de Livers est un château du XVe siècle situé à Livers-Cazelles dans le Tarn, en région Occitanie.

## Historique
Construit au XVe siècle à proximité de Cordes-sur-Ciel, le château de Livers servait de poste de défense avancé de la ville. Cependant, dès 1389, un certain Bernard de Cajarc est maître des lieux, même s'il ne reste trace de constructions aussi anciennes. Le château reste longtemps dans la famille, et, le 4 novembre 1585, une demande est faite pour démanteler le château qui se trouve à la portée des troupes protestantes. En 1633, nous avons Philippe de Cajarc seigneur de Livers, mais dès 1656, on le retrouve entre les mains d'un certain Philippe de Loupiac qui cède le château à Jean de Vésian. En 1663, le château se retrouve occupé par le seigneur du château de Verdun, à la suite d'un litige. 
En 1683, Jeanne de Vézian-Castelpers (descendante de Jean de Vésian) se marie à François de Roquefeuil, ce qui entraine le passage du château dans la famille de Roquefeuil. François de Roquefeuil réaménagea le château et y ajouta une galerie de type Renaissance. 
En 1780, les biens sont vendus à un chevalier notoire, qui émigre à la Révolution française, alors que les biens sont confisqués comme biens nationaux. Délaissé, ils deviennent ensuite une simple ferme, avant de passer de mains en mains jusqu'à sa restauration récente.
Situé sur la route des vins de Gaillac proche d'Albi et de Cordes, c'est aujourd'hui un gîte de charme.

## Architecture
Le château de Livers possède une magnifique façade blanche de deux étages donnant sur le vallon, terminée par une massive tour carrée datant de la construction du château. Cette tour a originellement servi de donjon, avant d'être convertie en pigeonnier. La galerie Renaissance donne sur une belle cour et elle est équipée de colonnes à chapiteaux de feuilles d'acanthe.[réf. souhaitée]